# Huracán Dorian
El huracán Dorian fue el huracán más fuerte en afectar el noroeste de Bahamas jamás registrado, causando daños catastróficos en las islas Ábaco y Gran Bahama a principios de septiembre de 2019. El quinto ciclón tropical, la cuarta tormenta nombrada, el segundo huracán y el primer huracán mayor de la temporada de huracanes del Atlántico de 2019, Dorian se originó a partir de una ola tropical que viajaba hacia el oeste que se encontraba a más de mil millas al este de las Islas de Barlovento el 23 de agosto. La perturbación se organizó rápidamente y se convirtió en una depresión tropical y más tarde en una tormenta tropical, ambas el 24 de agosto. La tormenta pasó sobre Barbados y entró al Mar Caribe el 26 de agosto a medida que se fortaleció gradualmente. Dorian tocó tierra en Santa Lucía al día siguiente, lo que causó graves interrupciones en la estructura del sistema. Inicialmente previsto para atacar a La Española, la trayectoria de Dorian se desplazó gradualmente hacia el este a medida que la tormenta se acercaba a las Antillas Mayores. Una combinación de aire seco y cizalladura, así como las cálidas temperaturas de la superficie del mar, permitió a Dorian convertirse en un huracán de categoría 1 al pasar sobre Saint Thomas el 28 de agosto. La tormenta desarrolló un ojo en las imágenes de satélite poco después, pero el aire seco seguía interrumpiendo el sistema.
Una ráfaga de profundización rápida llevó a Dorian a alcanzar como un huracán categoría 4 en la escala de huracanes de Saffir-Simpson a principios del 31 de agosto, con un ojo distinto y claramente definido que se desarrolla dentro de una cubierta central densa simétrica. Durante este tiempo, el huracán cada vez más intenso giró hacia el oeste-noroeste y luego hacia el oeste como una cresta construida en los subtropicales hacia el norte. En otro período de rápido fortalecimiento el 1 de septiembre, Dorian alcanzó la intensidad de la categoría 5, la clasificación más alta en la escala de huracanes de Saffir-Simpson, a las 12:00 UTC. Las cimas de las nubes de Dorian continuaron enfriándose y el ojo aumentó aún más en definición a medida que el huracán se acercaba a las Bahamas, con los vientos llegando a 185 mph (295 km/h) solo cinco horas más tarde cuando Dorian tocó tierra en Elbow Cay y luego Marsh Harbour del Ábaco Island La presión central alcanzó un mínimo de 910 mbar (hPa; 26.87 inHg) a las 19:00 UTC del 1 de septiembre mientras el ojo todavía estaba sobre Gran Ábaco, lo que representa la intensidad máxima de Dorian. Posteriormente se produjo un debilitamiento constante cuando Dorian se movió sobre Gran Bahama y se detuvo debido al colapso de la cresta de dirección antes mencionada; Sin embargo, Dorian siguió siendo un huracán importante hasta que comenzó a alejarse de las Bahamas a finales del 3 de septiembre.
Del 26 al 28 de agosto, la tormenta afectó a las naciones y territorios del Caribe devastados por los huracanes Irma y María en 2017. Se tomaron amplias medidas de precaución para mitigar los daños, especialmente en Puerto Rico, donde murió una persona. Los vientos dañinos afectaron principalmente a las Islas Vírgenes, donde las ráfagas alcanzaron las 111 mph (179 km/h). En otras partes de las Antillas Menores, los impactos de la tormenta fueron relativamente menores. Después de moverse sobre las Bahamas, Dorian redujo considerablemente su movimiento hacia adelante, permaneciendo esencialmente inmóvil sobre las islas Ábaco y la isla Gran Bahama del 1 al 3 de septiembre. Los 295 km/h (185 mph) de Dorian sufrieron vientos al tocar tierra con la Labor Day de 1935. Huracán de día como el huracán más fuerte del Atlántico, medido por vientos sostenidos. Debido a las condiciones de tormenta prolongadas e intensas, que incluyen fuertes lluvias, vientos fuertes y marejadas ciclónicas, el daño en las Bahamas fue extenso, con miles de hogares destruidos y al menos siete muertes registradas. La tormenta comenzó a moverse lentamente hacia el norte-noroeste durante la mañana del 3 de septiembre. En la tarde del 3 de septiembre, la tormenta se había debilitado a un huracán de categoría 2. En preparación para la tormenta, los estados de Florida, Georgia, Carolina del Sur, Carolina del Norte y Virginia declararon un estado de emergencia y muchos condados costeros desde Florida hasta Carolina del Norte emitieron órdenes de evacuación obligatorias. El 5 de septiembre, recobra fuerza a un huracán categoría 3 al dejar las Bahamas y avanza hacia los Estados Unidos.

## Historía meteorológica

### Primera etapa

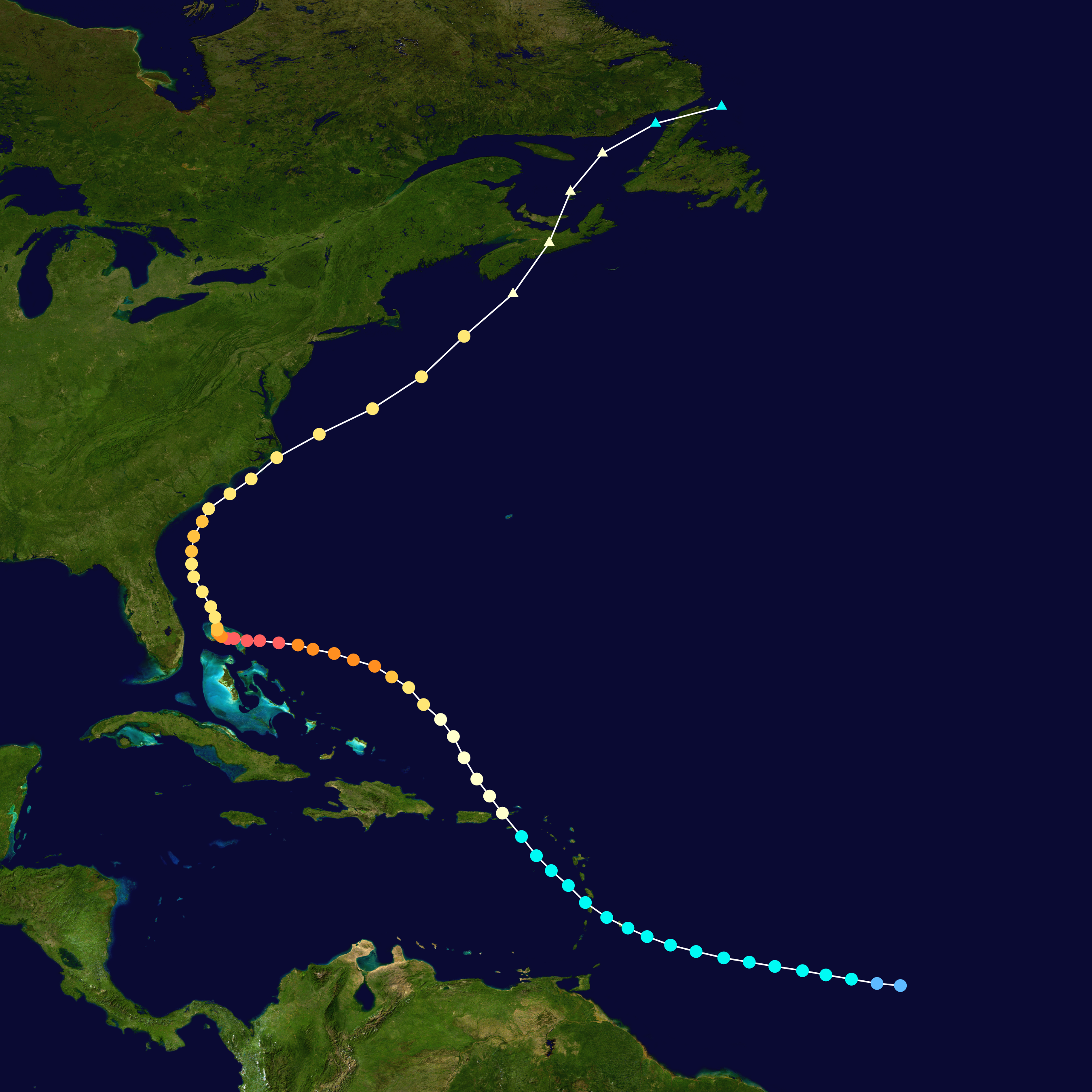
Mapa que traza la trayectoria y la intensidad de la tormenta, de acuerdo con la escala de huracanes de Saffir-Simpson

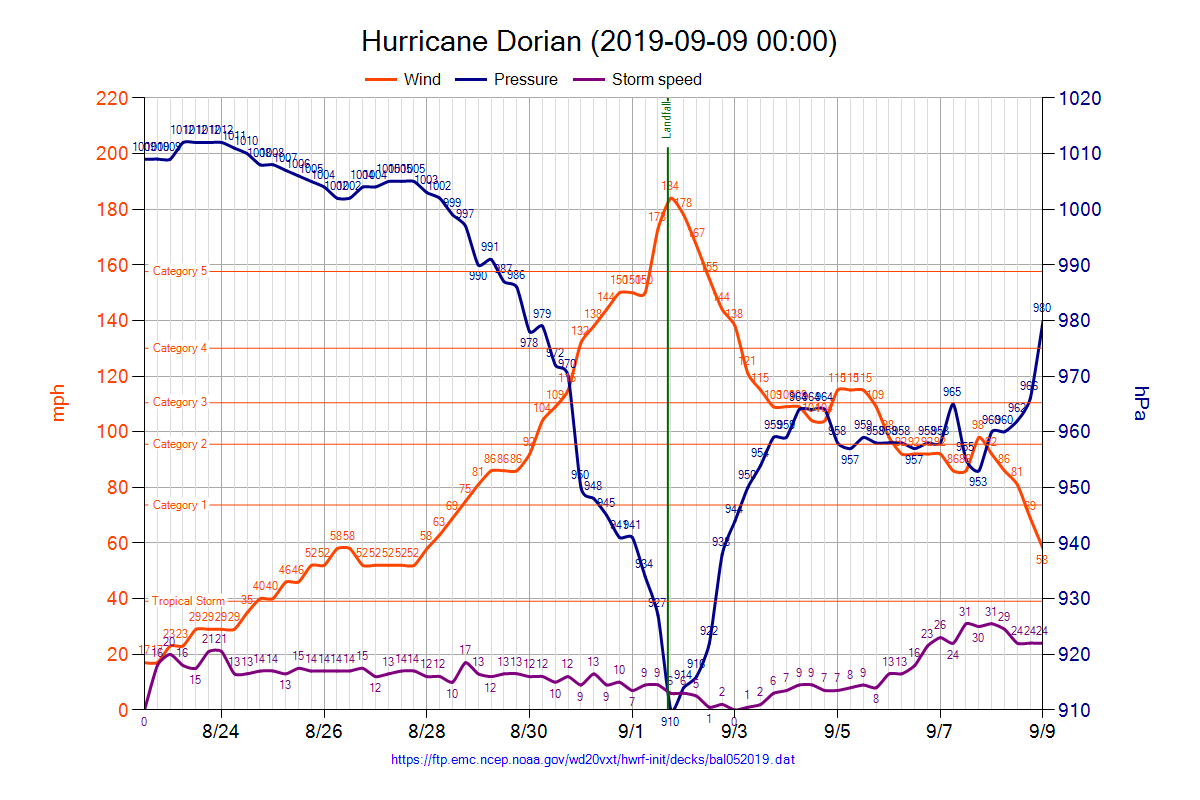

Los orígenes de Dorian se remontan a una ola tropical en la corriente monzónica en el Atlántico. El sistema procedió a atravesar el Atlántico. El 23 de agosto, el Centro Nacional de Huracanes (NHC) comenzó a monitorear el potencial de desarrollo de este sistema. El 24 de agosto, el sistema formó una circulación cerrada, que fue encontrada por escaneos ASCAT. Por lo tanto, el NHC lo designó como Depresión tropical cinco a las 15:00 UTC, con el sistema ubicado aproximadamente a 1295 km (805 millas) al este-sureste de Barbados. El ciclón luego se organizó en la tormenta tropical Dorian unas seis horas después. El sistema estaba luchando con aire seco, convección encerada y menguada. Más tarde, el 25 de agosto, Dorian comenzó a fortalecerse, alcanzando una intensidad de 50 mph (85 km/h) y expandiéndose ligeramente en tamaño. Dorian continuó moviéndose hacia el oeste y se acercó extremadamente a Barbados, trayendo vientos con fuerza de tormenta tropical y fuertes lluvias. Luego comenzó a moverse hacia el noroeste rumbo a Santa Lucía el Mar Caribe. Dorian se sometió a una reubicación del centro más al norte, al oeste de Martinica, lo que convelló a que la isla también experimentara vientos de fuerza de tormenta tropical. Se había predicho que Dorian viajaría al noroeste y pasaría por República Dominicana o Puerto Rico, y que posiblemente su terreno montañoso debilitaría la tormenta tropical. En ese momento, se esperaba que el aire seco y la cizalladura del viento impidieran que Dorian alcanzara el estado de huracán. Sin embargo, Dorian tomó un camino más al norte de lo esperado, pasando por el este de Puerto Rico y golpeando las Islas Vírgenes. 

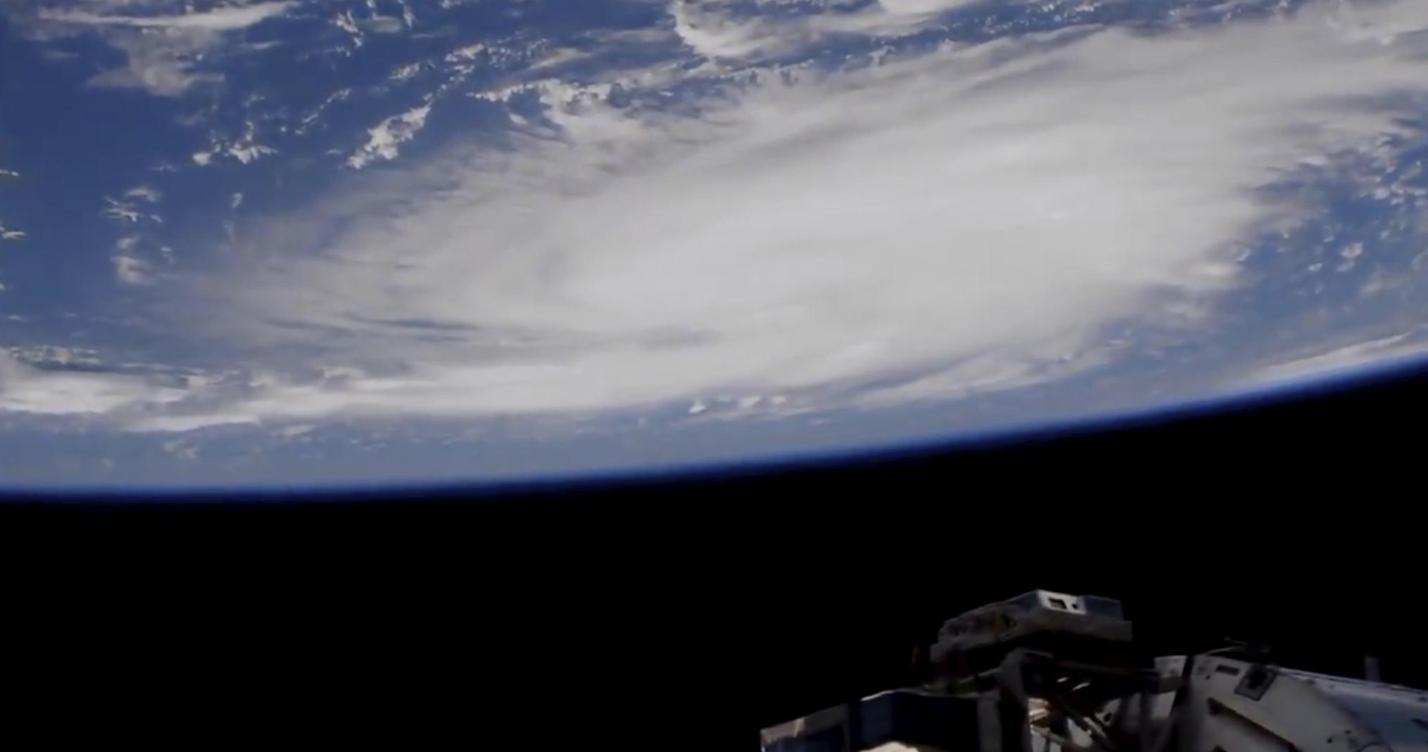
Dorian visto desde la ISS el 29 de agosto

El 28 de agosto, Dorian se intensificó a un huracán al acercarse a St. Thomas en las Islas Vírgenes de los Estados Unidos, donde se registraron vientos huracanados. Sin embargo, el pequeño tamaño del huracán impidió que la parte continental de Puerto Rico experimentara vientos con fuerza de huracán o tormenta tropical, aunque no lo fue para las Islas Vírgenes españolas. Después de que la tormenta pasara por estas islas, la presión se hizo más profunda, lo que la convirtió en la presión más baja de la temporada de huracanes hasta la fecha. No obstante, el aire seco interrumpió ligeramente el pequeño y frágil ciclón tropical, y la presión comenzó a aumentar pero los vientos no cambiaron mucho. Después de que el aire seco se mezcló, la presión comenzó a profundizarse nuevamente.

### Segunda etapa
Al día siguiente, el sistema comenzó a intensificarse rápidamente, alcanzando el estado de Categoría 2 a principios del 30 de agosto. La intensificación rápida continuó, y la tormenta finalmente alcanzó el estado de huracán importante varias horas después el mismo día. Este fortalecimiento se detuvo por el resto del día, pero pronto se reanudó. El 31 de agosto, el sistema continuó fortaleciéndose y alcanzó el estado de Categoría 4. Después de golpear las Islas Vírgenes, se pronosticaba que Dorian viajaría hacia el noroeste, se intensificaría en un huracán mayor, girase a la izquierda, posiblemente golpease el norte de Bahamas, disminuyese la velocidad, comenzase a curvarse a la derecha, tocase tierra en Florida o el sur de Georgia, y posiblemente ingresase al golfo de México. A medida que se acercaba a las Bahamas, los pronósticos mostraron que Dorian giró bruscamente a la derecha hacia el norte sobre Florida. Sin embargo, el modelo europeo comenzó a predecir que Dorian se desviaría hacia el norte frente a la costa de Florida, evitando a Florida los vientos más fuertes en la pared del ojo, aunque no los vientos con fuerza de tormenta tropical. Otros modelos comenzaron a estar de acuerdo con el modelo europeo, Algunos predicen que Dorian tocaría tierra en las Carolinas. Dorian alcanzó la intensidad de la categoría 5 al día siguiente. En la mañana del 1 de septiembre, un dropsonde desplegado por un avión de la Administración Nacional Oceánica y Atmosférica (NOAA) midió una ráfaga de viento de 176 nudos (326 km/h; 203 mph) en la superficie. Con vientos sostenidos de un minuto de 180 mph (285 km/h) y una presión mínima de 913 mb (hPa; 26.96 inHg), el Centro Nacional de Huracanes señaló que Dorian fue el huracán más fuerte en los registros modernos que impactó el noroeste de Bahamas. A las 16:40 UTC del 1 de septiembre, el huracán Dorian tocó tierra en la Isla Gran Ábaco en las Bahamas, con vientos sostenidos de 1 minuto de ráfagas de viento de 185 mph (297 km/h) hasta 225 mph (360 km/h), y una presión barométrica central de 911 milibares (26,9 inHg).
La presión central de la tormenta tocó fondo en 910 milibares (26.87 inHg) en unas pocas horas, cuando Dorian alcanzó su intensidad máxima durante el aterrizaje. La velocidad de avance del huracán Dorian disminuyó alrededor de este tiempo, disminuyendo a un arrastre hacia el oeste de 5 mph (8 km/h). A las 02:00 UTC del 2 de septiembre, Dorian tocó tierra en Gran Bahama cerca de la misma intensidad, con la misma velocidad sostenida del viento. La tormenta continuó moviéndose muy lentamente, en algunos puntos a solo 1 mph (1.6 km/h) sobre Gran Bahama. Esto efectivamente hizo que Dorian se detuviera sobre Gran Bahama. Más tarde ese día, la tormenta comenzó a sufrir un ciclo de reemplazo de la pared del ojo sobre Gran Bahama. Las oscilaciones trocodiales dentro del ojo de Dorian continuaron a medida que el ciclo de reemplazo de la pared del ojo se acercaba a su finalización, y Dorian continuó debilitándose debido a la corriente ascendente junto con el ciclo de reemplazo de la pared del ojo a una Categoría 4.

### Debilitamiento
Posteriormente, Dorian comenzó a debilitarse.

## Preparaciones

### Caribe

#### Barbados
A las 09:00 UTC del 25 de agosto, se emitió una alerta de tormenta tropical para la isla de Barbados. Más tarde ese día, se emitieron más relojes y advertencias para más de las islas. También se emitió una alerta de huracán a las 15:00 UTC del 26 de agosto para Santa Lucía. En Barbados, la primera ministra Mia Mottley ordenó el cierre de todas las escuelas y aconsejó a los residentes de la nación que permanezcan en el interior durante la tormenta. Infra trabajó para limpiar los desagües públicos en toda la isla. Se abrieron treinta y ocho refugios en toda la isla, con 103 residentes buscando basura en ellos. Todos los servicios públicos fueron suspendidos por la duración de la tormenta. Personas sin hogar fueron transportadas a refugios por personal de emergencia. El 26 de agosto, el primer ministro de Santa Lucía, Allen Chastanet, anunció que la nación "cerraría" por la duración de Dorian y todos los residentes tenían el mandato de quedarse en casa. Sin embargo, numerosas personas ignoraron esta advertencia y la policía detuvo a varias personas que se negaron a regresar a sus hogares. LIAT canceló varios vuelos a través de las Antillas Menores debido a la tormenta. El Departamento de Infraestructura, Puertos y Energía puso a todos los propietarios de maquinaria y equipo pesado en espera para ayudar en los esfuerzos de limpieza y ayuda.

#### Dominica
En Dominica, el primer ministro Roosevelt Skerrit ordenó a todos los trabajadores del sector público que permanezcan en sus hogares y se preparen para la tormenta. La devastación causada por el huracán María en 2017 trajo una mayor vigilancia del público, y Skerrit aseguró a los residentes que la nación era "un lugar mejor ahora" que después de María y que "Dorian no cerraría el país". El Ministerio de Obras Públicas movilizó maquinaria pesada y la policía fue puesta en alerta máxima para responder de manera más efectiva a las llamadas de emergencia. Se emitieron pequeños avisos de embarcaciones y alertas de inundaciones repentinas para la isla.

#### Puerto Rico

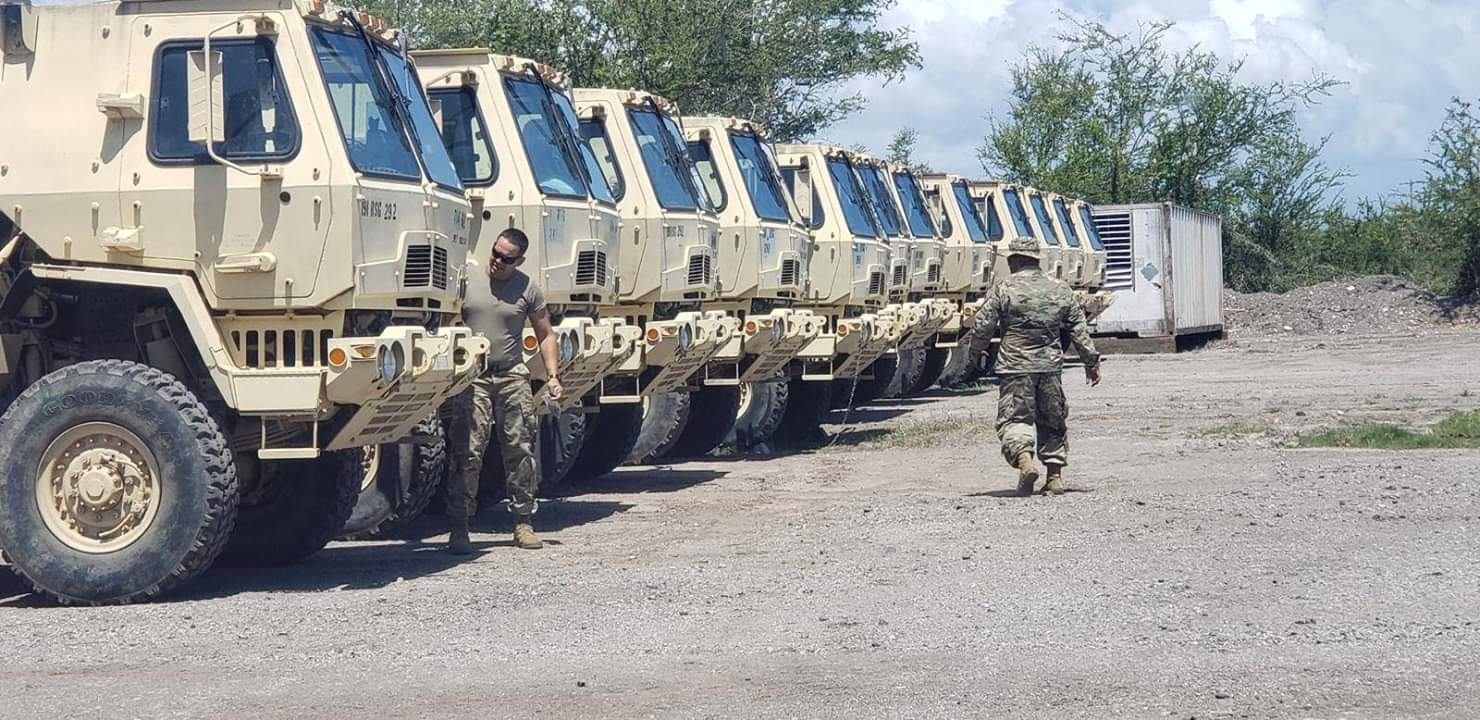
La Guardia Nacional de Puerto Rico fue activada por posibles esfuerzos de ayuda antes del huracán.

Con Puerto Rico aún recuperándose del huracán María en 2017, la gobernadora Wanda Vázquez Garced declaró el estado de emergencia para el territorio el 27 de agosto. Al día siguiente, la Guardia Nacional de Puerto Rico se activó para apoyar cualquier operación de ayuda relacionada con la tormenta. Cientos de vehículos, generadores y camiones de agua fueron alimentados y llenados para estar listos para el despliegue. Los temores se centraron en la red eléctrica aún inestable que fue destruida en gran parte por María. En algunas áreas, las líneas eléctricas permanecieron adheridas a las palmeras. Se desplegaron cientos de trabajadores de servicios públicos para solucionar rápidamente cualquier corte de energía. Altos funcionarios del gobierno informaron suministros adecuados antes de la tormenta; sin embargo, algunos gobernadores locales indicaron la falta de generadores y refugios públicos adecuados. Se estima que 30 000 hogares aún tenían techos dañados por el huracán. Los residentes tapiaron ventanas con madera contrachapada y se abastecieron de agua embotellada y generadores.
Todas las oficinas y escuelas del gobierno cerraron durante el huracán. En todo el territorio, se abrieron 360 refugios con una capacidad colectiva de 48 500 personas; Se distribuyeron 24 000 cunas a estos refugios. Las organizaciones privadas trabajaron rápidamente en Vieques para garantizar la seguridad de los residentes. Por temor al aislamiento de Puerto Rico continental, ViequesLove estableció una red de radio para mantener a los residentes informados sobre el huracán. Los voluntarios suministraron al refugio local de la isla con un generador. Al igual que Puerto Rico, las Islas Vírgenes todavía se estaban recuperando de los huracanes Irma y María en 2017.

#### Bahamas
El aumento de los mares ha comenzado a ocurrir en Bahamas debido al huracán Dorian. Las corrientes de resaca también ocurren con condiciones que empeoran.[cita requerida] Se emitió una advertencia para tomar cobertura inmediata en la cuenta de Twitter del Centro Nacional de Huracanes, a las 11 a. m. EDT el 1 de septiembre, cuando Dorian tocó tierra en Elbow Cay, Bahamas a las 16:40 UTC como un huracán de categoría 5. Se experimentaron un aumento de las mareas en las Bahamas antes de la tormenta, y también se produjeron corrientes de resaca. El 1 de septiembre, llegaron condiciones de huracán en algunas de las islas Ábaco. Samuel Butler, comisionado asistente de la Real Policía de Bahamas, les dijo a los residentes "si no prestan atención a la advertencia, [...] sabemos que el final podría ser fatal" y Don Cornish, el administrador de la Ciudad de Freeport dijo a otros que buscan refugio en Old Bahama Bay Hotel "que no es una buena idea [...] reconsiderar esa decisión".

### Estados Unidos

#### Islas Vírgenes
El 28 de agosto se declaró un estado de emergencia para las Islas Vírgenes de los Estados Unidos. El Gobierno de las Islas Vírgenes Británicas abrió siete refugios en todo el territorio. Se estableció un toque de queda obligatorio a partir de las 2:00 p. m. del 28 de agosto a las 6:00 a. m. del 29 de agosto. El aeropuerto Auguste George, el aeropuerto Virgin Gorda y el aeropuerto internacional Terrance B. Lettsome permanecieron cerrados durante la tormenta. La mayoría de las clínicas y hospitales de las Islas Vírgenes Británicas suspendieron las operaciones durante el huracán; sin embargo, algunos quedaron abiertos.

#### Florida

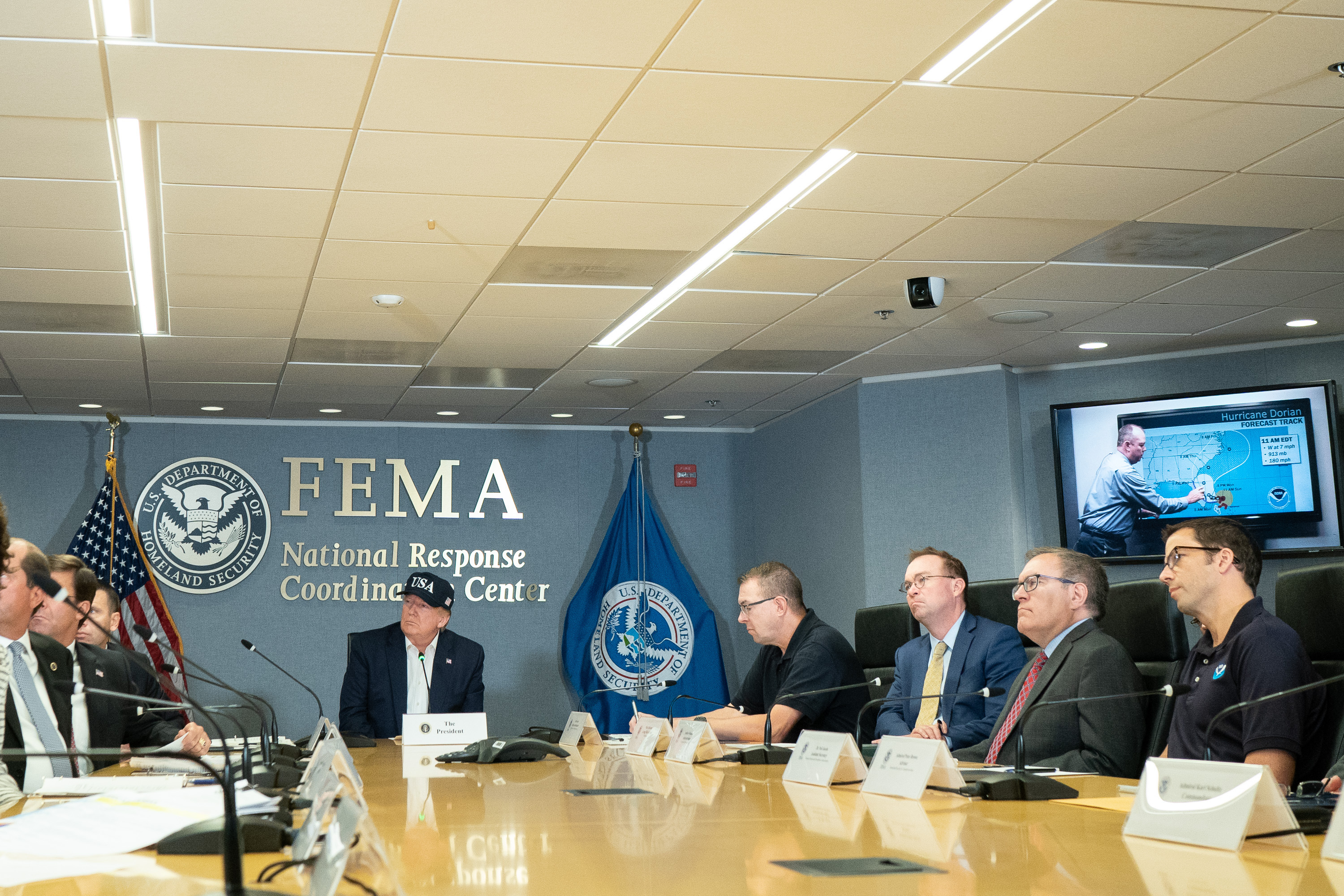
El presidente de los Estados Unidos Donald Trump en Agencia Federal para el Manejo de Emergencias (FEMA)

El 28 de agosto de 2019, el gobernador de Florida, Ron DeSantis, declaró el estado de emergencia antes del huracán Dorian. Instó a todos los residentes de Florida a que tengan comida y agua durante 7 días. También declaró esto: 

Al contar con una Orden Ejecutiva y al activar el Centro de Operaciones de Emergencia del Estado a un nivel 2, estamos completamente preparados para apoyar a cualquier comunidad que pueda verse afectada
— Ron DeSantis

 Más tarde, esto se expandió a todo el estado el 29 de agosto. El personal de emergencia distribuyó sacos de arena en muchos condados. Los residentes comenzaron a abastecerse de suministros en todo el estado. En el condado de Brevard, los lugareños trabajaron para cortar grandes ramas de árboles para proteger las líneas eléctricas. University of Central Florida, Stetson University, Rollins College y Daytona State College cancelaron clases entre el 30 de agosto y el 3 de septiembre. Además, el Instituto de Tecnología de Florida, la Universidad del Norte de Florida, la Universidad Aeronáutica Embry-Riddle, la Universidad Florida Atlantic, la Universidad del Sur de Florida y la Universidad de Miami cancelaron las clases durante al menos un día además de los tres días del fin de semana del Día del Trabajo.
La Florida State League y la Gulf Coast League of Minor League Baseball cancelaron el resto de la temporada regular y los playoffs debido al huracán. En el fútbol universitario, el juego entre los Florida State Seminoles y los Boise State Broncos originalmente programado para las 7 p. m. el 31 de agosto en Jacksonville se trasladó a las 12:00 p. m. el 31 de agosto en Tallahassee para sacar el juego del camino de la tormenta. El Orgullo de Orlando de la Liga Nacional de Fútbol Femenino pospuso su juego contra el Washington Spirit del 31 de agosto al 5 de octubre. La gobernadora Kay Ivey, de Alabama, anunció que la Guardia Nacional de Alabama enviará hasta cincuenta personas de apoyo a Florida para ayudar en los esfuerzos de recuperación
. El 1 de septiembre, el gobernador DeSantis declaró que 4500 miembros de la Guardia Nacional de los Estados Unidos fueron activados para ayudar a los afectados por Dorian, y dijo que el huracán está "demasiado cerca para su comodidad".
El domingo 1 de septiembre, Jacksonville, Florida, anunció evacuaciones obligatorias para el lunes 2 de septiembre, que entrarán en vigencia a las 8 a. m. Los puentes de la ciudad se cerrarán una vez que la velocidad del viento sea de 40 mph (64 km/h). Los refugios de emergencia abrirán a las 10 a. m. del lunes. Las Escuelas Públicas del Condado Broward estarán cerradas el martes; Todas las oficinas municipales y gubernamentales, así como todas las escuelas públicas del condado de Duval, las escuelas públicas del condado de St. Johns y las escuelas públicas de Brevard estarán cerradas los martes y miércoles. Neptune Beach, Jacksonville Beach y Atlantic Beach estarán cerradas a partir de esta noche. Se estableció un toque de queda para el condado de Flagler a partir de las 7 p. m. del martes hasta nuevo aviso. Partes de Walt Disney World estarán cerradas el martes. Las partes no cerradas permanecerán abiertas hasta las 2 p. m. o las 3 p. m. EST y permanecerá cerrado hasta nuevo aviso.
Uber comenzó a ofrecer viajes gratuitos de ida y vuelta a refugios por hasta $20. Comcast comenzó a ofrecer wifi gratis a todos en Florida, Verizon proporciona llamadas, datos y mensajes de texto ilimitados para los clientes, y AT&T renuncia a los cargos por exceso de datos para los residentes.
El martes 3 de septiembre, se abrieron 115 refugios generales y 48 refugios para necesidades especiales en todo el estado de Florida.

#### Georgia
El 28 de agosto, el gobernador de Georgia, Brian Kemp, declaró un estado de emergencia para los condados costeros de Georgia que se encuentran en el camino previsto del huracán, incluidos Brantley, Bryan, Camden, Charlton, Chatham, Effingham, Glynn, Liberty, Long, McIntosh, Pierce y condados de Wayne. Atlanta Motor Speedway abrió sus campamentos a los evacuados del huracán Dorian de forma gratuita. El gobernador Kemp agregó varios condados más el miércoles 4 de septiembre, elevando el número total de condados en emergencia a 21. Atlanta Motor Speedway abrió sus campamentos de forma gratuita a los evacuados del huracán Dorian. El College of Coastal Georgia anunció el cierre del campus para el martes y el miércoles después del Día del Trabajo. La Universidad Estatal de Savannah también canceló las clases el martes. La costa de Georgia comenzó a experimentar ráfagas de viento con fuerza de tormenta tropical y la lluvia exterior de Dorian el miércoles 4 de septiembre. El Sistema de Parques Estatales de Georgia eximió las tarifas de estacionamiento y mascotas en sus parques e hizo que muchos campamentos estuvieran disponibles para los evacuados. Georgia State University ofreció boletos gratis para su partido de fútbol del 7 de septiembre a cualquier evacuado.

#### Carolina del Sur

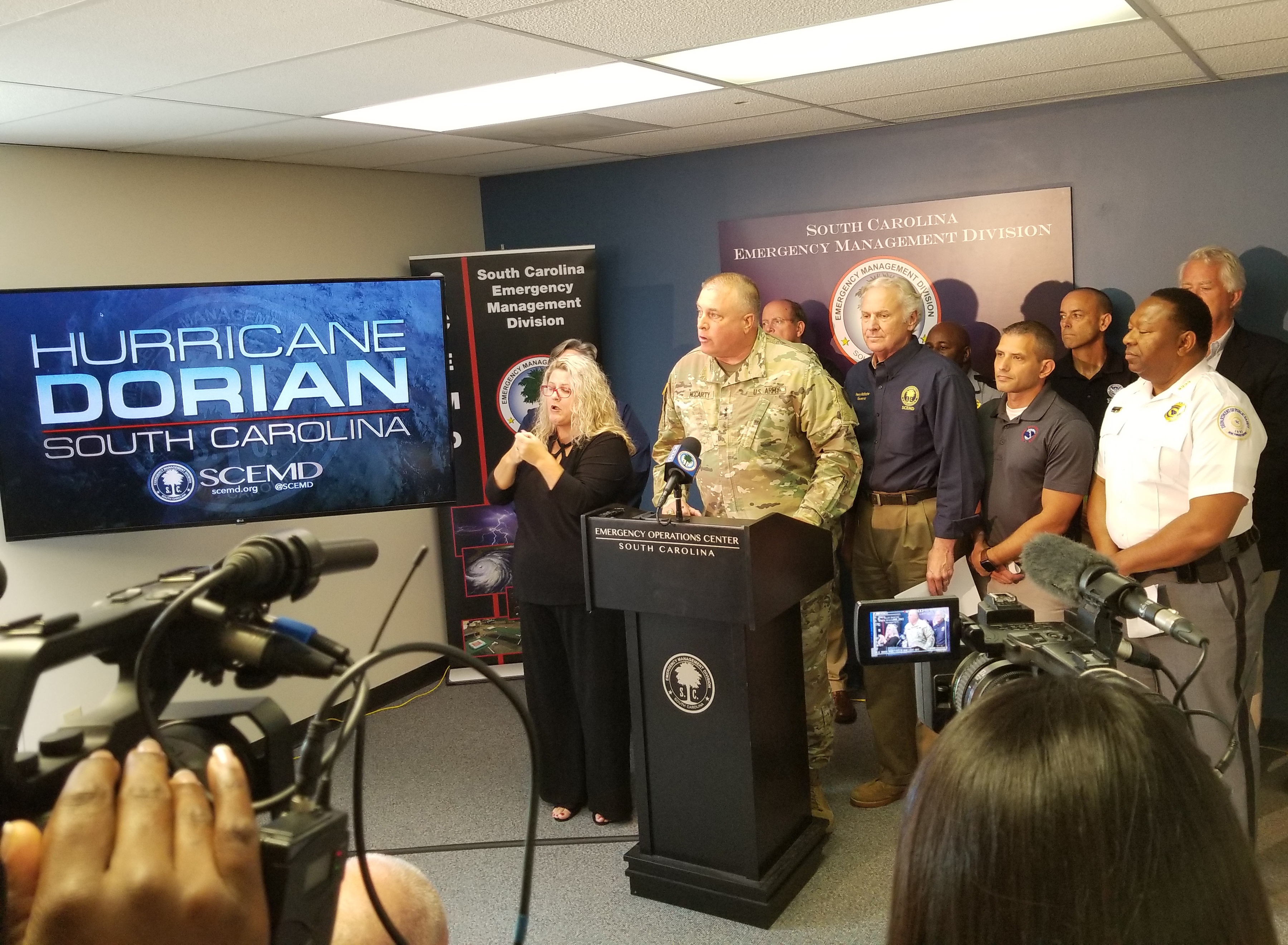
La Guardia Nacional de Carolina del Sur y el gobernador Henry McMaster realizan una sesión informativa sobre el huracán

El 31 de agosto, el gobernador de Carolina del Sur, Henry McMaster, declaró un estado de emergencia para todo el estado después de que el camino de Dorian cambiara para afectar a Carolina del Sur como un fuerte huracán. El 1 de septiembre durante una conferencia de prensa, el gobernador McMaster anunció que las evacuaciones obligatorias para los condados de Jasper, Beaufort, Colleton, Charleston, Berkeley, Dorchester, Georgetown y Horry entrarán en vigencia el lunes al mediodía. Las oficinas y escuelas del gobierno estatal en los condados mencionados anteriormente estarán cerradas hasta nuevo aviso, a partir del martes. Debido a las evacuaciones, muchas universidades, como el College of Charleston y la Coastal Carolina University, cerraron desde el martes hasta nuevo aviso.

#### Carolina del Norte
El 30 de agosto, el gobernador de Carolina del Norte, Roy Cooper, declaró un estado de emergencia para todo el estado debido al huracán. Charlotte Motor Speedway abrió sus campamentos de forma gratuita a los evacuados del huracán Dorian. La Universidad de Carolina del Norte Wilmington canceló las clases para la semana del 3 de septiembre y emitió una evacuación obligatoria en el campus. En Durham, se abrió un gran refugio contra huracanes en todo el estado dentro de la antigua tienda Sears en el centro comercial Northgate.
Durante el fin de semana del Día del Trabajo, varios distritos escolares anunciaron planes para cerrar antes de las evacuaciones esperadas. El condado de New Hanover, el condado de Pender y el condado de Brunswick, todos en la región de Cape Fear, cancelaron las escuelas públicas del 4 al 5 de septiembre, al igual que varias escuelas privadas y colegios comunitarios.
Más al norte, a lo largo de Outer Banks en el condado de Dare, se dio una orden de evacuación obligatoria el 2 de septiembre de 2019. Los visitantes y turistas debían evacuar antes del mediodía del 3 de septiembre, mientras que los residentes debían evacuar antes de las 6:00 a. m. del 4 de septiembre. Los puertos del estado estarán cerrados a partir de la 1 p. m. el miércoles 4 de septiembre, hasta nuevo aviso. El 3 de septiembre, el gobernador Cooper activó a más de 300 miembros de la Guardia Nacional de Carolina del Norte para ayudar a los esfuerzos de recuperación.

#### Tennessee
En Tennessee, Bristol Motor Speedway abrió uno de sus campamentos de forma gratuita a los evacuados del huracán Dorian.

#### Virginia
El 2 de septiembre, el gobernador de Virginia Ralph Northam declaró el estado de emergencia antes del impacto anticipado de Dorian en la costa de Virginia el jueves diciendo:

El huracán Dorian es una tormenta seria, y las predicciones actuales indican que puede afectar partes de Virginia. Estoy declarando un estado de emergencia para asegurar que las localidades y las comunidades tengan el nivel apropiado de asistencia, y para coordinar la respuesta de la Commonwealth a cualquier impacto potencial del huracán Dorian. Animo a los virginianos a que tomen todas las precauciones necesarias para asegurarse de que también estén preparados
— Ralph Northam

#### Alabama
El 1 de septiembre, el presidente Donald Trump tuiteó que Alabama, entre otros estados, "probablemente será golpeado (mucho) más fuerte de lo previsto". La oficina del Servicio Meteorológico Nacional (NWS) de Birmingham corrigió el registro varias horas más tarde, diciendo que Alabama "NO verá ningún impacto de Dorian". El 4 de septiembre en la Oficina Oval, Trump mostró un diagrama anterior de la trayectoria proyectada de Dorian con el cono de incertidumbre extendido incorrectamente en Alabama con un marcador negro.

## Impacto
| Región              | Región              | Muertos | Desaparecidos                            | Daños (2019 USD) | Ref           |
| ------------------- | ------------------- | ------- | ---------------------------------------- | ---------------- | ------------- |
| Islas de Barlovento | Islas de Barlovento | 0       | 0                                        | Desconocido      |               |
| Islas de Sotavento  | Islas de Sotavento  | 0       | 0                                        | Desconocido      |               |
| Bahamas             | Islas Ábaco         | 17      | 0                                        | Desconocido      | [ 94 ] [ 95 ] |
| Bahamas             | Gran Bahama         | 3       | 0                                        | Desconocido      |               |
| Estados Unidos      | Puerto Rico         | 1       | 0                                        | Desconocido      | [ 44 ]        |
| Estados Unidos      | Florida             | 3       | 0                                        | Desconocido      | [ 96 ]        |
| Estados Unidos      | Carolina del Norte  | 1       | 0                                        | Desconocido      | [ 97 ]        |
| Totales:            | Totales:            | 25      | &-1-1-1-1-1-1-1-1-1-1-1-1-1-1-1-1.000000 | Unknown          |               |

### Caribe

#### Antillas Menores
El 26 de agosto, los vientos comenzaron a levantarse en las Antillas Menores y los niveles de agua a lo largo de la costa comenzaron a aumentar (marejada ciclónica). El 27 de agosto, una ráfaga de viento de hasta 55 mph (89 km/h) informó sobre Barbados. Los vientos con fuerza de tormenta tropical comenzaron a ocurrir en otras islas unas horas más tarde. En Martinica, se notificaron 4,1 pulgadas (100 mm) de lluvia de estaciones meteorológicas personales. Esto dio lugar a inundaciones repentinas generalizadas y significativas.

#### Islas Vírgenes
El 28 de agosto, apenas unas horas después de la clasificación inicial de la tormenta como huracán, el núcleo pasó directamente sobre St. Thomas, donde una estación meteorológica reportó vientos sostenidos de 82 mph y ráfagas de 111 mph. Las ráfagas de viento en Saint Thomas alcanzaron 75 mph (121 km/h). Se produjeron apagones en toda la isla en Saint Thomas y Saint John, mientras que 25,000 clientes perdieron energía en Saint Croix. Los fuertes vientos derribaron árboles a través de las islas. Se produjeron algunas inundaciones en Tórtola en las Islas Vírgenes Británicas. Se produjeron inundaciones significativas y algunos daños estructurales a lo largo de las afueras de Road Town, incluido un centro comercial que tenía el techo parcialmente eliminado por las ráfagas de fuerza de tormenta. Los árboles caídos dejaron sin electricidad a algunas residencias en Virgen Gorda.

#### Puerto Rico
Debido al huracán que se mueve más al noreste de lo previsto inicialmente, los efectos en Puerto Rico fueron relativamente limitados. Las ráfagas de viento en Culebra alcanzaron 62 mph (100 km/h) y 35 mph (56 km/h) en San Juan. Aproximadamente 23,000 hogares perdieron electricidad en todo el territorio. No se reportaron daños mayores en Culebra. Un hombre en Bayamón murió cuando se cayó del techo tratando de limpiar los desagües antes de la tormenta.

#### Bahamas

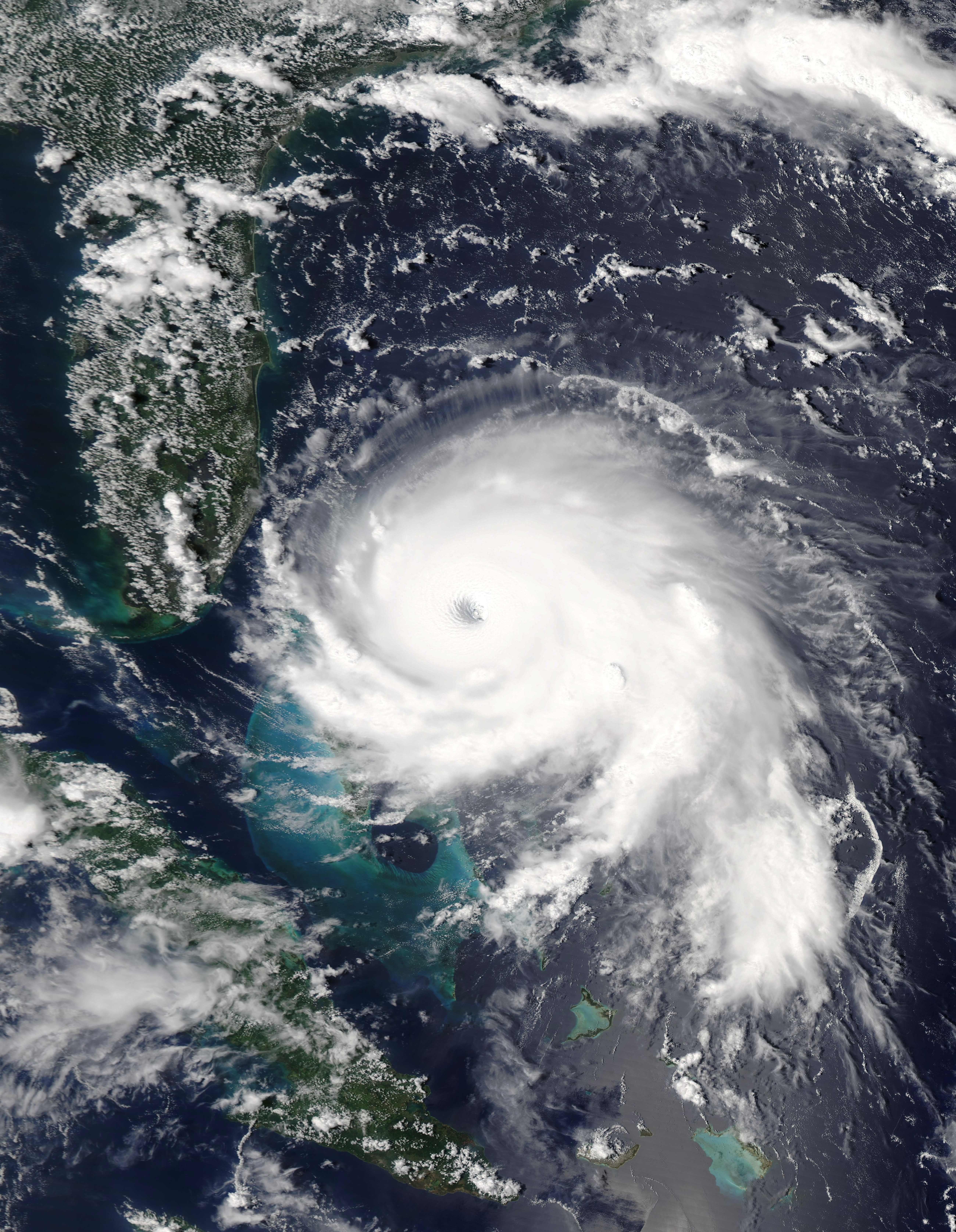
El huracán Dorian toca tierra en las islas Ábaco con intensidad máxima.

Unas horas más tarde, llegaron condiciones destructivas, con el huracán Dorian como el huracán más fuerte en los registros modernos para el noroeste de Bahamas. Una marejada ciclónica potencialmente mortal está elevando los niveles de agua hasta 18 a 23 pies por encima de los niveles normales de marea en áreas de vientos en tierra en las islas Ábaco y la isla Gran Bahama. Alrededor de las 12:30 p. m. AST, los vientos de categoría 5 llegaban a las Bahamas con la pared del ojo. También se produjeron ráfagas de más de 200 mph (320 km/h). Hubo inundaciones significativas en las calles y playas, daños significativos en las casas, con los techos arrancados por completo. También hubo daños significativos en los árboles. El daño en Elbow Cay fue descrito como "puro infierno". A las 7:00 (UTC) del 2 de septiembre de 2019, el Aeropuerto Internacional de Gran Bahama estaba bajo el agua.
El ministro de Agricultura, Michael Pintard, informó una marea de tormenta estimada de 20 a 25 pies (6,1 a 7,6 m) en su casa en Gran Bahama. Marsh Harbour recibió "daños catastróficos", según un equipo de ABC News. Un niño de ocho años se ahogó en la tormenta, mientras que la hermana del niño también fue reportada como desaparecida. La Federación Internacional de Sociedades de la Cruz Roja y de la Media Luna Roja (FICR) informó que hasta 13,000 hogares fueron dañados o destruidos en la isla de Ábaco. También se cree que las inundaciones extensas han contaminado los pozos de agua con agua de mar, creando una necesidad urgente de agua limpia. Se produjo un apagón en toda la isla en Nueva Providencia, a las 1:50 (UTC) del 3 de septiembre, se había restablecido el 40 % de la energía. Las condiciones de tormenta tropical continuaron hasta el lunes. A las 2 PM EDT, un viento sostenido de 56 mph (90 km/h) y una ráfaga de 69 mph (110 km/h) en un sitio de observación de la Marina Costera de NOAA en Settlement Point en el extremo oeste de la isla Gran Bahama. Otras cuatro personas, junto con el niño de ocho años, fueron confirmados muertos en las Islas Ábaco, dijo el primer ministro a los periodistas el lunes. El primer ministro de Bahamas, Hubert Minnis, dijo "Esta es una tormenta [...] monstruosa mortal".
El 3 de septiembre, el primer ministro Hubert Minnis declaró: "Nuestra tarea urgente será proporcionar alimentos, agua, refugio y seguridad. NEMA entregará alimentos adicionales mañana". Continuó diciendo que Dorian fue "la mayor crisis nacional en la historia de nuestro país".

### Estados Unidos

#### Florida
El 2 de septiembre, Florida comenzó a experimentar vientos de fuerza de tormenta tropical. A las 18:00 UTC (2 p.m.EDT), el muelle en Juno Beach registró una ráfaga de viento de 48 mph (75 km/h). Una muerte ocurrió en Indialantic cuando un hombre cayó tres pisos mientras subía a su casa. Los vientos con fuerza de tormenta tropical continuaron subiendo por la costa, y muchas áreas a lo largo de la costa atlántica informaron ráfagas de fuerza de tormenta tropical, especialmente en Cabo Cañaveral. A las 8 AM EDT, en St. Augustine Beach, se informó un viento sostenido de 46 mph y una ráfaga de 59 mph. En Jacksonville, la ciudad experimentó vientos con fuerza de tormenta tropical el 4 de septiembre que sopló alrededor de los escombros y dejó sin electricidad. Un socorrista tuvo que rescatar a una mujer sacada por una corriente de resaca en Jacksonville Beach, mientras que otros nadadores fueron expulsados del agua.

#### Georgia
En la mañana del 4 de septiembre, las ráfagas de fuerza de tormenta tropical comenzaron a acercarse a las playas de Georgia.

#### Carolina del Norte
Una muerte ocurrió en Carolina del Norte el 4 de septiembre cuando un hombre de 85 años se cayó de una escalera mientras subía a su casa y murió a causa de sus heridas.

### Canadá

#### Nueva Escocia
La provincia Nueva Escocia empezó a ser azotada por el huracán en la mañana del sábado 7 de septiembre, la zona situada más al sur no sufrió grandes daños y la Mallorca no tuvo consecuencias eléctricas ni hidrológica ya que el Huracán estaba debilitado siendo de grado 1, a las 10 se la mañana en pueblos como Shelburne, empezaron a sentir las ráfagas de viento y sufrieron averías eléctricas e hidrológicas que en algunos casos no fue hasta el 10 de septiembre cuando recuperaron los recursos básicos, y muchos árboles cayeron cerca de casas y negocios, llegando a golpear algunos de ellos y algunos coches.
El huracán toco tierra por la zona de Halifax aproximadamente a las 22:00, donde tuvo peor impacto y ascendió a grado 2, algunas partes sufrieron inundaciones, y algunos edificios fueron afectados por el huracán, la mayoría de la población de Halifax recuperó los recursos a la mañana siguiente, algunas zonas incluso no llegaron a perderlos.

## Récords
Con vientos sostenidos de 185 mph (297 km/h), Dorian es el huracán más fuerte registrado en azotar las Bahamas desde que comenzaron los registros en 1851. Dorian está vinculado con el huracán del Día del Trabajo de 1935 por los vientos sostenidos más altos al tocar tierra en un huracán del Atlántico; por la misma métrica, también es el huracán más fuerte del Atlántico desde el huracán Wilma en 2005. Dorian es uno de los dos huracanes de categoría 5 que tocó tierra en las islas Ábaco, y el otro ocurrió en 1932, y es la única tormenta registrada que ha impactado a Gran Bahama. Además, Dorian presentó los vientos sostenidos más altos en un huracán atlántico registrado tan al norte como su latitud. Dorian se intensificó en un huracán mayor de categoría 4 y se convirtió en el huracán más fuerte del Atlántico durante agosto desde el huracán Dean en 2007. Esto convirtió a 2019 en el cuarto año consecutivo récord en presentar un huracán de categoría 5, superando el período de tres años 2003-2005.

## Reacciones

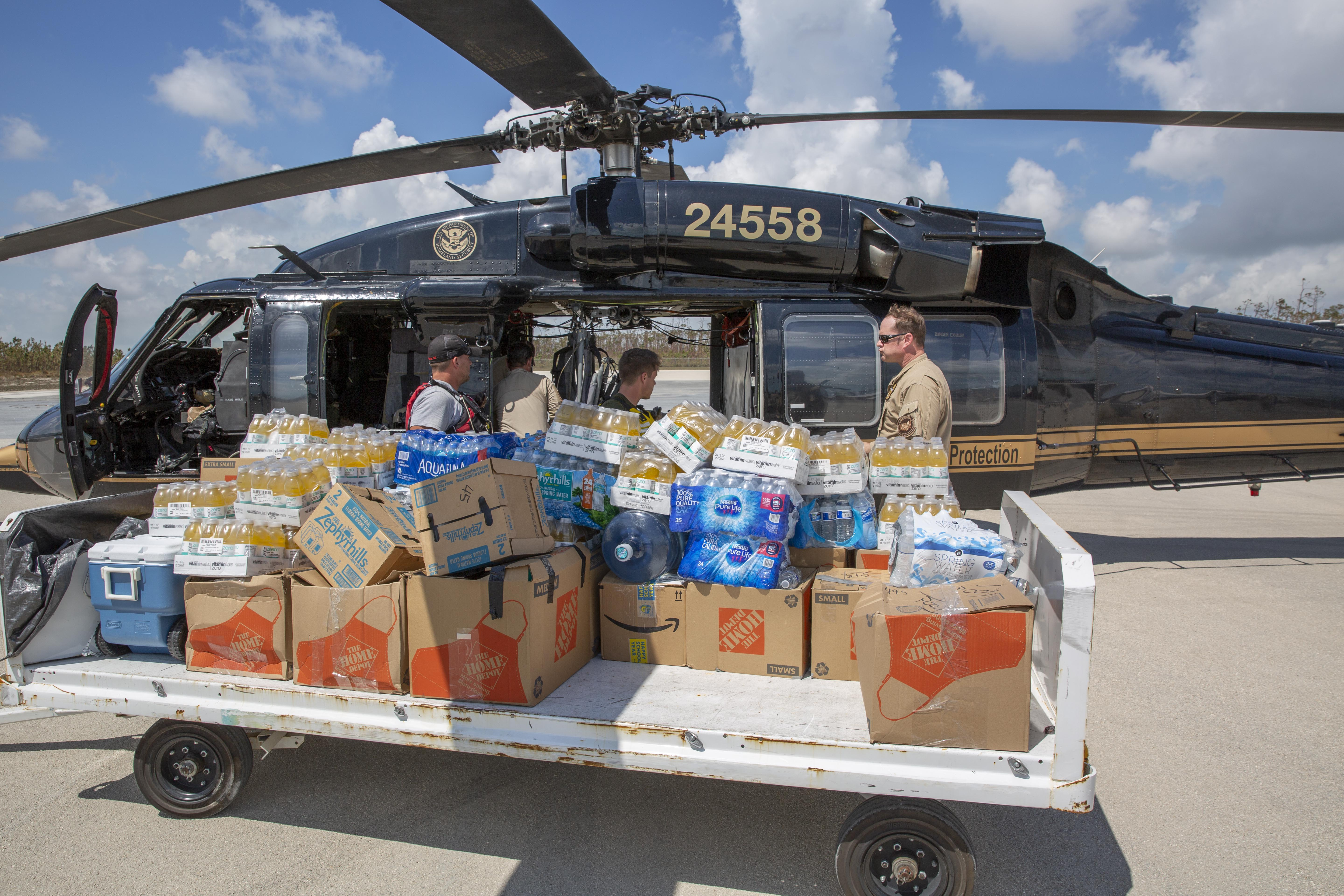
Los agentes de Aduanas y Protección Fronteriza de Estados Unidos Entregan suministros de ayuda a las Bahamas

El primer ministro bahameño, Hubert Minnis, elogió a Estados Unidos por "ayudarnos con todas nuestras necesidades". El presidente Donald Trump aseguró al primer ministro de las Bahamas ayuda en los esfuerzos de ayuda. En septiembre de 2019, el presidente Donald Trump declaró que su administración planea extender el estado de protección temporal a los inmigrantes de las Bahamas azotadas por el huracán.
Sin embargo, hubo confusión con la declaración, ya que el Comisionado interino de Aduanas y Protección Fronteriza de los Estados Unidos, Mark Morgan, declaró que los Estados Unidos "... aceptarían a cualquiera por razones humanitarias...". Poco después de su declaración, Trump declaró que a nadie se le permitiría entrar sin la documentación adecuada, alegando que "... las Bahamas tuvieron algunos problemas tremendos con las personas que iban a las Bahamas que no se suponía que debían estar allí" y la necesidad de proteger a los Estados Unidos contra pandilleros y traficantes de drogas.
Las líneas de cruceros Bahamas Paradise, Royal Caribbean, Norwegian y Carnival comenzaron a enviar botellas de agua y comidas a las Bahamas. MS Grand Celebration ofreció dar la oportunidad a los evacuados de evacuar a Florida sin cargo, dado que tienen la documentación adecuada. El 7 de septiembre, MS Grand Celebration ayudó a traer a más de 1,100 evacuados a Florida. La compañía declaró en un comunicado de prensa que "la línea de cruceros pasó casi un día despejando a los posibles evacuados, incluida la verificación de la documentación de su visa y pasaporte". El Royal Caribbean International también ayudó a entregar más de 43,000 botellas de agua y 10,000 comidas al Bahamas.